# Capitol Square (rascacielos)
Capitol Square es un rascacielos en la ciudad de Columbus, la capital del estado de Ohio (Estados Unidos). Está ubicado en Capitol Square y fue terminado en 1984, tiene 26 pisos y 46 m² de superficie útil. Mide 106 m de altura y fue diseñado por el estudio de arquitectura Abramovitz, Harris & Kingsland y sigue los estilos arquitectónicos internacionales y modernos. Capitol Square es el decimotercer edificio más alto de Columbus.
El Sheraton Columbus Hotel de 20 pisos en Capitol Square es parte del mismo complejo y está construido en el antiguo sitio del edificio Hartman.
La estatua Náyades está situada en un patio entre Capitol Square y el hotel Sheraton. Al oeste de Capitol Square hay un patio creado en 1984 entre el edificio y el Ohio Theatre, incluido el Galbreath Pavilion.

## Galería

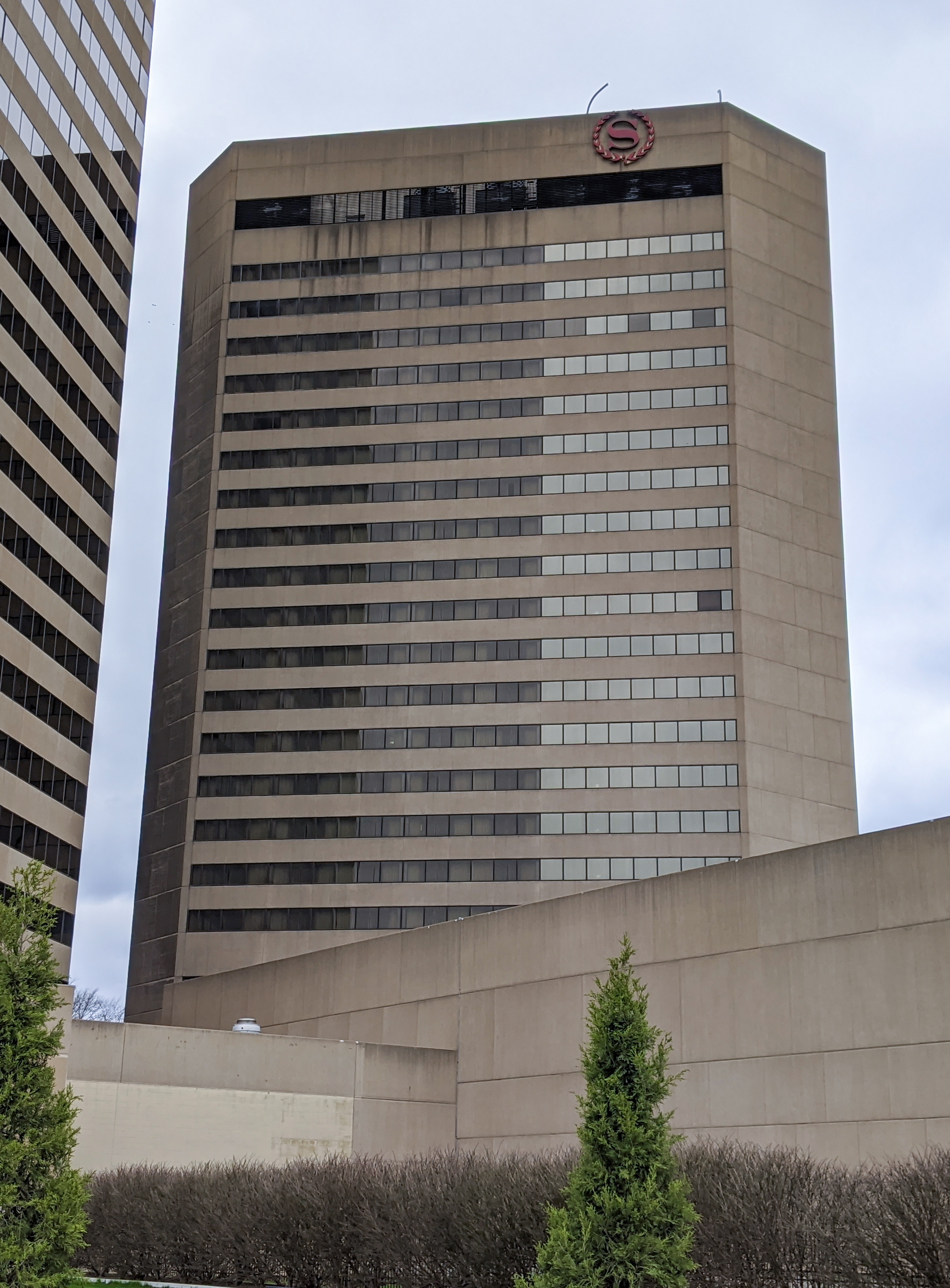
Hotel Sheraton Columbus en Capitol Square
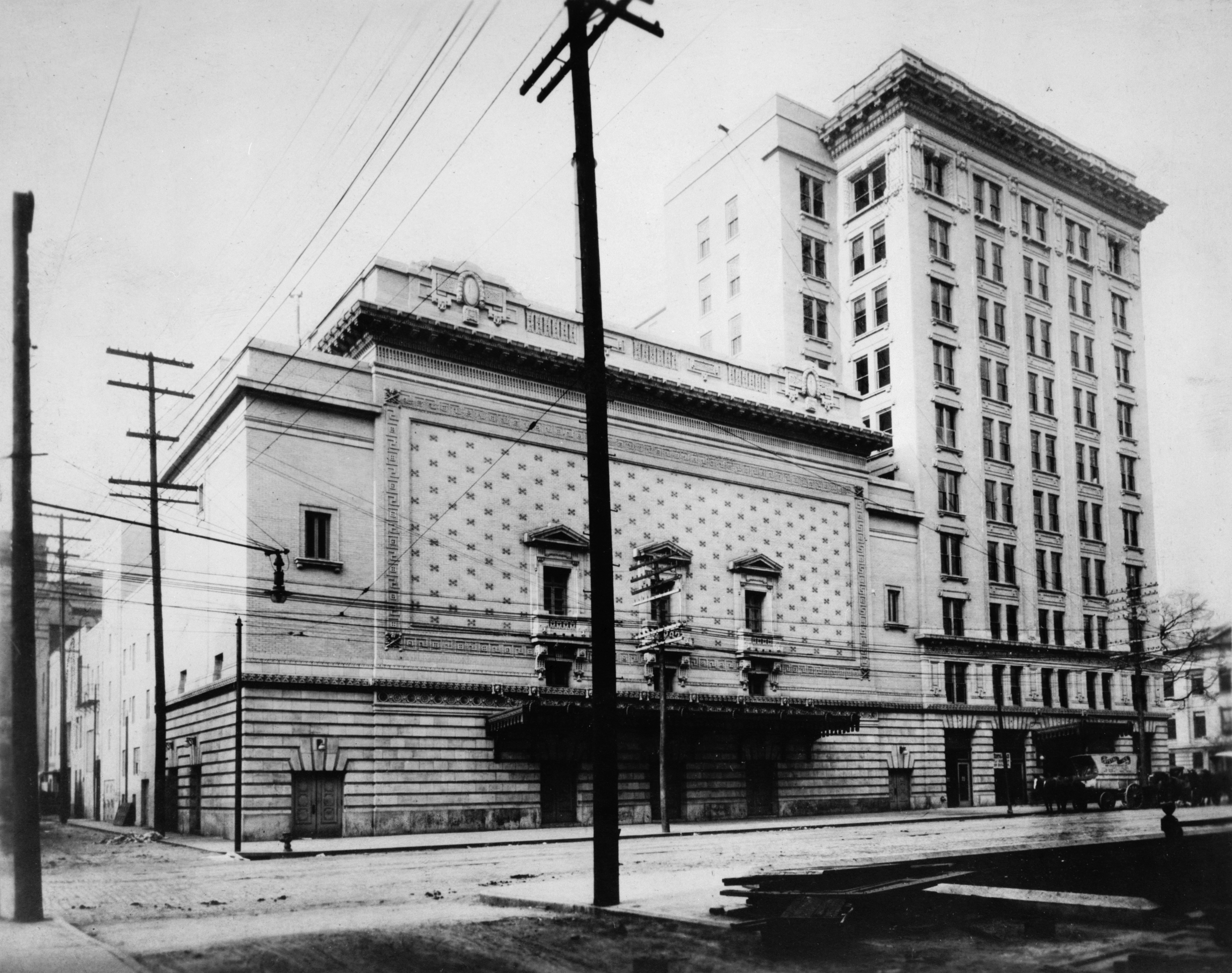
Teatro y edificio Hartman